# Prensa Latina
Prensa Latina, o Agencia de Noticias Latinoamericana S.A., è l'agenzia di stampa ufficiale di Cuba. Dispone di 40 uffici nel mondo, in particolare collocati in America Latina. È stata fondata il 16 giugno 1959.

## Storia
Prensa Latina nacque a seguito della rivoluzione cubana, su iniziativa di Ernesto Che Guevara e per opera di Jorge Ricardo Masetti, giornalista italo-argentino. Sotto la direzione di Masetti, i primi giornalisti vennero assunti nel marzo 1959. Tra i membri di questo gruppo iniziale Gabriel García Márquez, Rodolfo Walsh, Plinio Apuleyo Mendoza, Rogelio García Lupo, Leonardo Acosta e Carlos María Gutiérrez.
Nel 1969, a seguito della chiusura da parte del governo cubano degli uffici locali dell'Associated Press e della United Press International all'Havana, gli Stati Uniti revocarono la licenza all'agenzia. Gli uffici a Cuba hanno poi riaperto lavorando a intermittenza.

## Attività
L'obiettivo dell'agenzia è fornire una fonte alternativa di notizie su temi ed eventi di interesse internazionale. Con vocazione generalista, pubblica con cadenza giornaliera rapporti su temi economici, finanziari e commerciali. Pubblica inoltre regolarmente comunicati governativi e rapporti sulle attività statali. Tratta temi inerenti l'America latina e le sue relazioni con Cuba.
Emette giornalmente anche due pubblicazioni in lingua inglese, contenente la traduzione di articoli di attualità, società, scienza, politica, cultura, sport e arte.
Ha sede a L'Avana e 40 uffici distaccati nel mondo.

## Controversie
L'agenzia è stata accusata di perorare la propaganda governativa. Alcuni suoi membri, inoltre, sono stati accusati di spionaggio in Perù, Canada e Giamaica.